# Proporcellio gestroi
Proporcellio gestroi är en kräftdjursart som beskrevs av Alessandro Brian 1932. Proporcellio gestroi ingår i släktet Proporcellio och familjen Porcellionidae. Inga underarter finns listade i Catalogue of Life.